# 长岛伟之
长岛伟之（日语：／ Nagashima Hideyuki，1953年5月27日—），日本前男子摔跤运动员。他曾代表日本参加1984年夏季奥林匹克运动会摔跤比赛，获得男子自由式82公斤级银牌。